# Pierre Kofferschläger
Pierre Kofferschläger (Moresnet neutre, 29 juni 1910 - Kelmis, 14 september 1960) was een Belgisch volksvertegenwoordiger en burgemeester.

## Levensloop
Kofferschläger werd geboren in Neutraal Moresnet, een neutrale dwergstaat die onder gedeeld Belgisch en Duits gezag stond. In 1915 werd het gebied geannexeerd door Duitsland, waardoor hij enkele jaren de Duitse nationaliteit bezat. Na het Verdrag van Versailles werd het voormalige neutrale gebied in 1920 aangehecht aan België en verwierf Kofferschläger de Belgische nationaliteit.
Hij ging aan de slag als schrijnwerker en militeerde voor de christelijke jongerenbeweging JOC. Van oktober 1934 tot juni 1935 was Kofferschläger bestendig secretaris van de JOC-federatie van het arrondissement Verviers, waarna hij van 1935 tot aan de Duitse bezetting in 1940 federaal secretaris was van de arrondissementiële federatie van de Ligue des Travailleurs chrétiens in Verviers.
In 1938 werd hij als vertegenwoordiger van de christelijke arbeidersbeweging verkozen tot gemeenteraadslid van Kelmis en in 1939 werd Kofferschläger aangesteld als burgemeester van de gemeente. Na de annexatie van Kelmis bij het Duitse Rijk aan het begin van de Tweede Wereldoorlog nam hij de wijk naar Ensival, een buitenwijk van de stad Verviers, en trad hij toe tot het verzet. Hij werd opgepakt door de Gestapo en als politiek gevangene gedeporteerd naar Duitsland. Pas na het einde van de oorlog in 1945 keerde Kofferschläger terug naar België, waarna hij zijn functie als burgemeester hernam. Hij bleef het ambt bekleden tot aan zijn vroegtijdige overlijden in september 1960.
In februari 1946 werd Kofferschläger voor de PSC voor het arrondissement Verviers verkozen in de Kamer van volksvertegenwoordigers. Hij vervulde het mandaat tot aan zijn dood en was al die tijd de enige Duitstalige volksvertegenwoordiger in het parlement. Hij was betrokken bij de werkzaamheden van het Centrum Harmel, dat tussen 1948 en 1958 een nationale oplossing diende uit te werken voor de maatschappelijke, politieke en juridische vraagstukken waarmee de Waalse en Vlaamse gewesten werden geconfronteerd en onder andere de vastlegging van de taalgrens en culturele autonomie voor de Nederlands- en Franstalige gemeenschappen vooropstelde. Van juli 1960 tot aan zijn dood twee maanden later was hij quaestor van de Kamer.
Kofferschläger was eveneens voorzitter van de federatie van Christelijke Mutualiteiten in het arrondissement Verviers.